# Lázně Bohdaneč
Lázně Bohdaneč är en stad i Tjeckien.   Den ligger i distriktet Okres Pardubice och regionen Pardubice, i den centrala delen av landet, 90 km öster om huvudstaden Prag. Lázně Bohdaneč ligger 222 meter över havet och antalet invånare är 3 274.
Terrängen runt Lázně Bohdaneč är platt.Runt Lázně Bohdaneč är det tätbefolkat, med 659 invånare per kvadratkilometer. Närmaste större samhälle är Pardubice, 7,9 km sydost om Lázně Bohdaneč. Runt Lázně Bohdaneč är det i huvudsak tätbebyggt.